# Stephen Halperin
John Stephen Halperin (* 1. Februar 1942 in Kingston (Ontario))  ist ein kanadischer Mathematiker, der sich mit Differentialgeometrie und algebraischer Topologie befasst.
Er ist der Sohn des Mathematikers Israel Halperin. Halperin studierte an der University of Toronto mit dem Bachelorabschluss 1966 und dem Masterabschluss 1967 und wurde 1970 bei Hsien Chung Wang an der Cornell University promoviert (Real Cohomology and Smooth Transformation Groups). Danach war er Assistant Professor und ab 1979 Professor an der University of Toronto.
1981 war er Gastwissenschaftler an der Universität Bonn, 1986 in Nizza und 1995 in Lille.
Er schrieb ein dreibändiges Lehrbuch der Differentialgeometrie mit Werner H. Greub und Ray Vanstone. Er befasst sich mit Homotopietheorie und Homologie von Schleifenräumen (Loop Spaces) mit Anwendungen in der Geometrie.
1997 erhielt er den Jeffery-Williams-Preis. Er ist Fellow der Royal Society of Canada.

## Schriften
- mit Yves Félix, Jean-Claude Thomas: Rational Homotopy Theory (= Graduate Texts in Mathematics. 205). Springer, New York NY u. a. 2001, ISBN 0-387-95068-0.
- mit Yves Félix, Jean-Claude Thomas: Differential graded algebras in topology. In: Ioan M. James (Hrsg.): Handbook in Algebraic Topology. Elsevier, Amsterdam u. a. 1995, ISBN 0-444-81779-4, Kapitel 16, S. 829–865.
- mit Yves Félix: Rational L.-S. category and its applications. In: Transactions of the American Mathematical Society. Bd. 273, Nr. 1, 1982, 1–37, doi:10.2307/1999190.
- mit Karsten Grove: Contributions of rational homotopy theory to global problems in geometry. In: Pub. Math. IHES. Bd. 56, 1982, S. 171–177, (online).
- mit Ray Vanstone, Werner H. Greub: Connections, Curvature and Cohomology. 3 Bände. Academic Press, New York NY u. a. 1972–1976;
  - Band 1: De Rham Cohomology of Manifolds and Vector Bundles (= Pure and Applied Mathematics. 47, 1). 1972, ISBN 0-12-302701-2;
  - Band 2: Lie Groups, Principal Bundles and Characteristic Classes  (= Pure and Applied Mathematics. 47, 2). 1973, ISBN 0-12-302702-0;
  - Band 3:  Cohomology of principal bundles and homogeneous spaces (= Pure and Applied Mathematics. 47, 3). 1976, ISBN 0-12-302703-9.